# Cycloalkeen

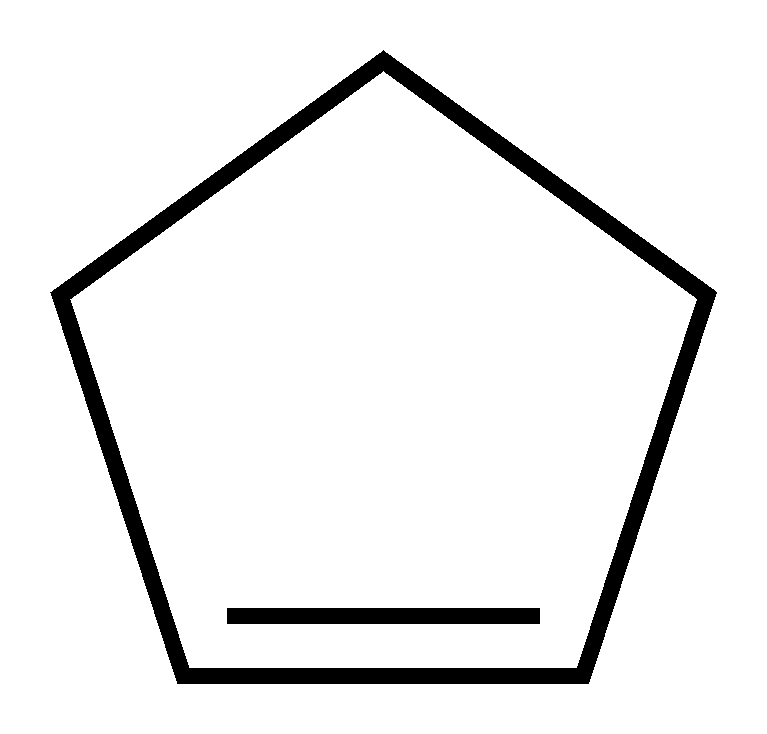
Structuurformule van cyclopenteen.

Structuurformule van cyclopentadieen.

Een cycloalkeen is een cyclische verbinding, waarin een of meer pi-bindingen voorkomen. Het is afgeleid van de lineaire alkenen. De algemene formule van een cycloalkeen is CnH2n−2 (n > 2).

## Naamgeving
De naamgeving van een cycloalkeen verandert enigszins. Ten eerste komt het prefix cyclo- en vervolgens de naam van het equivalente lineaire alkeen. De cyclische equivalent van hexeen is dus cyclohexeen (zes koolstofatomen in een cirkelvormige molecule en één dubbele binding). Indien er meerdere dubbele bindingen zijn wordt dit weergegeven met een achtervoegsel dat bestaat uit numeriek prefix (dat aangeeft hoeveel dubbele bindingen er voorkomen), gevolgd door de uitgang -een. Wanneer er twee dubbele bindingen voorkomen, krijgt de naam dus de uitgang -dieen. Tevens moet de relatieve plaats (met zo laag mogelijke nummering) van de dubbele bindingen aangegeven worden.
Wanneer er substituenten op de cyclische structuur staan, krijgt de alfabetisch als eerste genoemde zijketen (functionele groep) een zo laag mogelijk nummer toegekend. De koolstofatomen van de dubbele binding hebben de nummers 1 en 2. De nummering start bij een van de koolstofatomen van de dubbele binding, vervolgens het tweede koolstofatoom van de dubbele binding, en dan verder langsheen de ring.

## Ringspanning
De kleine cycloalkenen (cyclopropeen en cyclobuteen) bezitten een hoge ringspanning. Dit is te wijten aan het feit dat de buiging van de bindende orbitalen (de zogenaamde Baeyerspanning) zeer groot is. De bindingen moeten immers zeer kleine hoeken aannemen in vergelijking met hun normale bindingshoeken.